# A Complete Unknown
A Complete Unknown är en amerikansk biografisk musik- och dramafilm, som hade premiär i USA den 10 december 2024. Den är regisserad av James Mangold som även skrivit manus tillsammans med Jay Cocks och Elijah Wald.
Filmen hade biopremiär i Sverige den 21 februari 2025, utgiven av Walt Disney Studios Motion Pictures.

## Handling
Filmen kretsar kring Bob Dylans liv och följer honom från genombrottet under 1960-talet fram till hans framträdande på Newport Folk Festival.

## Rollista (i urval)
- Timothée Chalamet – Bob Dylan
- Edward Norton – Pete Seeger
- Elle Fanning – Sylvie Russo (vars verkliga namn var Suze Rotolo)
- Monica Barbaro – Joan Baez
- Boyd Holbrook – Johnny Cash
- Scoot McNairy – Woody Guthrie
- Dan Fogler – Albert Grossman
- Norbert Leo Butz – Alan Lomax
- P. J. Byrne – Harold Leventhal
- Will Harrison – Bob Neuwirth
- Eriko Hatsune – Toshi Seeger
- Charlie Tahan – Al Kooper